# Рипсдорф
Рипсдорф (нем. Riepsdorf) — община в Германии, в земле Шлезвиг-Гольштейн. 
Входит в состав района Восточный Гольштейн. Подчиняется управлению Лензан.  Население составляет 1014 человек (на 31 декабря 2010 года). Занимает площадь 25,81 км².